# Adriana Volpe
Adriana Volpe (Trento, 31 maggio 1973) è una conduttrice televisiva ed ex modella italiana.
È divenuta un volto noto in Rai per aver condotto tra la fine degli anni novanta e gli anni duemila i programmi Mezzogiorno in famiglia e I fatti vostri.

## Biografia

### Carriera
Dopo la maturità scientifica si trasferisce a Roma. Nel 1990 per la Why Not Models agency inizia la professione di modella, sfilando nelle varie capitali della moda quali Milano, Parigi, Zurigo e Tokyo. Dopo una partecipazione come concorrente a La ruota della fortuna nel 1992, nell'autunno del 1993 fa il suo debutto televisivo, venendo scelta da Michele Guardì come valletta per il programma del sabato sera di Rai 1 Scommettiamo che...?, versione italiana del popolare programma tedesco Wetten, dass..?, condotto da Fabrizio Frizzi e Milly Carlucci, dove rimane per tre edizioni fino al 1996. Affianca Frizzi anche in Prove e provini a Scommettiamo che...?, programma quotidiano legato alla Lotteria Italia e appendice di Scommettiamo che...?. Nel frattempo vince il concorso di bellezza ideato da Enzo Mirigliani Prima Miss dell'anno 1994. Nel 1995 conduce la rubrica pomeridiana di Rai 2 Segreti per Voi e debutta come attrice sul grande schermo prendendo parte ai film Viaggi di nozze di Carlo Verdone e Croce e delizia di Luciano De Crescenzo. 

Adriana Volpe in Arresti domiciliari (2000)

Nel 1996 passa a TMC 2 dove fino al 1999 conduce in fascia preserale il programma per ragazzi The Lion Trophy Show, rinominato nel 1997 Lion Network in seguito a modifiche nella struttura del programma. Nel 1999 torna in Rai per prender parte al programma del fine settimana Mezzogiorno in famiglia, in onda su Rai 2, che conduce assieme a diversi partner per dieci edizioni fino al 2009. Presenta anche le puntate speciali del programma in prima serata San Valentino in famiglia nel 2003 e Oroscopo in famiglia nel 2003, 2004 e 2008. Nel 2001 recita nella prima puntata della seconda stagione della serie televisiva Non lasciamoci più e incide per beneficenza assieme ad Ambra Angiolini, Jerry Calà e altri artisti il singolo Frena - Guido per vivere. Dal 2003 a giugno 2009, oltre a Mezzogiorno in famiglia, conduce anche il programma Mattina in famiglia. Autrice e presentatrice di In forma Rimini Fitness, reportage dal Festival del Fitness di Rimini in onda nel 2004 su Rai 2, nello stesso anno realizza un calendario sexy per il settimanale Panorama ed entra nell'Albo dei giornalisti.
Durante l'estate del 2006 conduce due programmi in prima serata su Rai 2: lo spettacolo di moda La notte delle sirene, affiancata da Sasà Salvaggio, e il varietà in due puntate Notte Mediterranea, assieme allo showman romano Max Tortora. Nella primavera del 2007 è una delle concorrenti della seconda edizione del talent show Notti sul ghiaccio, condotto da Milly Carlucci su Rai 1. Dal settembre del 2009 a maggio del 2017 conduce per otto edizioni il programma I fatti vostri, in onda ogni mattina dal lunedì al venerdì su Rai 2, insieme a Giancarlo Magalli e Marcello Cirillo. Conduce inoltre l’appuntamento speciale del programma dedicato all’oroscopo nel dicembre del 2009 e del 2010 in prima serata e nel dicembre 2011 in seconda serata. Nel 2012 si laurea in Lettere indirizzo spettacolo con 110. 
Dopo diversi anni dall'ultima esperienza come attrice, nel 2016 torna nelle sale cinematografiche prendendo parte al film francese Teen Star Academy, diretto da Cristian Scardigno, presentato in anteprima al "Marché du Film" del Festival di Cannes 2016 e distribuito nei cinema italiani a partire dall'8 giugno 2017. Prende inoltre parte con un cameo alla pellicola My Father Jack, diretta da Tonino Zangardi e nelle sale dal 19 maggio. Nell'estate dello stesso anno si è alternata con Lorena Bianchetti nella conduzione della diciassettesima edizione del Festival Show, tour di concerti in nove date nel nord-est Italia organizzato da Radio Birikina e Radio Bella & Monella.
Nell'estate del 2017 incide assieme al cantautore Marco Santilli il brano Un messaggio per te, pubblicato come singolo e accompagnato da un video musicale. Da settembre dello stesso anno torna a condurre, insieme a Massimiliano Ossini e Sergio Friscia, la trasmissione Mezzogiorno in famiglia, in onda ogni sabato e domenica mattina su Rai 2. Nell'estate del 2018 conduce su Rai 2 il programma Profumo d'estate, di cui è anche ideatrice e autrice. Nell'autunno del 2018 prende parte come concorrente, in coppia con Marcello Cirillo, alla settima edizione del reality show di Rai 2 Pechino Express. Nella stagione televisiva 2018-2019 conduce l'ultima edizione di Mezzogiorno in famiglia; con la chiusura del programma, termina anche dopo ventitré anni la sua esperienza in Rai. Nel 2019 pubblica il suo primo libro, intitolato Così mi piace.
L'8 gennaio 2020 partecipa come concorrente della quarta edizione del reality show Grande Fratello VIP, condotta da Alfonso Signorini su Canale 5; il 19 marzo 2020 è costretta però ad abbandonare il gioco a causa di motivi familiari. Il successivo 28 aprile viene ufficializzato il suo passaggio a TV8, dove dal 29 giugno conduce assieme ad Alessio Viola il programma Ogni mattina. Da settembre 2021 a marzo 2022 ricompre il ruolo di opinionista della sesta edizione del Grande Fratello VIP. Da dicembre 2022 ritorna in Rai, entrando a far parte del cast fisso di BellaMa', condotto da Pierluigi Diaco su Rai 2, in cui prende parte come opinionista e co-conduttrice a diverse rubriche a cadenza settimanale in coppia con Antonella Elia: Tutti cantano Sanremo, Tutti in pista, Tutti ballano Sanremo. Rimane nel cast del programma fino a ottobre 2024. Sempre per Rai 2, da gennaio a giugno 2024 presenta il programma Cerchiamo te: missione lavoro, di cui è anche autrice. Nella primavera del 2025 prende parte come concorrente al talent show di Rai 1 Ne vedremo delle belle. Da aprile dello stesso anno conduce Linea Verde Tradizioni su Rai 1.

### Vita privata
È la figlia di Giuseppe, ex maresciallo dei Carabinieri, e di Lina Volpe. La famiglia paterna è del Cilento (Casal Velino).
Dopo un matrimonio durato quattro mesi nel 2000, il 6 luglio 2008 la conduttrice ha sposato l'imprenditore svizzero Roberto Parli, da cui si è separata nel 2020, con il quale ha avuto una figlia.

## Filmografia

### Cinema
- Viaggi di nozze, regia di Carlo Verdone (1995)
- Croce e delizia, regia di Luciano De Crescenzo (1995)
- Arresti domiciliari, regia di Stefano Calvagna (2000)
- My Father Jack, regia di Tonino Zangardi (2016)
- Teen Star Academy, regia di Cristian Scardigno (2017)

### Televisione
- Un posto al sole – soap opera, 1 episodio (1999)
- Non lasciamoci più – serie TV, episodio 2x01 (2001)
- La bella destata – docuserie (2023)

## Programmi televisivi
- Scommettiamo che...? (Rai 1, 1993-1997) valletta
  - Prove e provini a Scommettiamo che...? (Rai 1, 1993-1996) valletta
- Telethon (Rai 2, 1994-1996, 1999-2000)
- Segreti per voi (Rai 2, 1995)
- Cercando cercando (Rai 2, 1996)
- The Lion Trophy Show (TMC2, 1996-1997)
- Lion Network (TMC2, 1997-1999)
- Mezzogiorno in famiglia (Rai 2, 1999-2009, 2017-2019)
  - San Valentino in famiglia (Rai 2, 2003) 
  - Oroscopo in famiglia (Rai 2, 2003-2004, 2008)
- Mattina in famiglia (Rai 2, 2002-2009)
- Il + bello d'Italia (Rai 1, 2003)
- Watershow (Rai 2, 2004)
- In forma Rimini Fitness (Rai 2, 2004)
- La notte delle sirene (Rai 2, 2006)
- Notte mediterranea (Rai 2, 2006)
- Notti sul ghiaccio (Rai 1, 2007) concorrente
- I fatti vostri (Rai 2, 2009-2017)
  - I fatti vostri - Speciale Oroscopo (Rai 2, 2009-2011)
- Festival Show (Real Time, 2016)
- Premio Città di Monopoli (Canale 7, 2017)
- Profumo d'estate (Rai 2, 2018)
- Pechino Express - Avventura in Africa (Rai 2, 2018) concorrente
- Grande Fratello VIP (Canale 5, 2020, 2021-2022)[20]
- Ogni mattina (TV8, 2020-2021)
- BellaMa’ (Rai 2, 2022-2024) ospite fisso
- Cerchiamo te: missione lavoro (Rai 2, 2024)
- Ne vedremo delle belle (Rai 1, 2025) concorrente
- Linea verde Tradizioni (Rai 1, 2025)

## Discografia

### Singoli
- 1997 – OK (sigla del programma televisivo The Lion Trophy Show)
- 2001 – Frena - Guido per vivere (singolo benefico inciso in gruppo con altri artisti)
- 2017 – Un messaggio per te (Marco Santilli feat. Adriana Volpe)

### Videoclip
- Ninnananna di Marco Profeta (2017)
- Un messaggio per te (2017)
- Io rinasco in te di Marco Profeta (2018)

## Opere
- Adriana Volpe e Renato Bernardi, Così mi piace, Agra, 2019, ISBN 978-8898935277.
- Noi Italia bella, Ad Maiora, 2025 (guida turistica pubblicata come inserto della rivista Gente)